# 特定多数決方式
特定多数決方式（Qualified Majority Voting／QMV）とは、一部の決議に対して欧州連合理事会が採用する投票の手続である。この手続では、各構成国はあらかじめ決められた数の票を保持する。各国割り当ての票数は、おおよそその国の人口に従い定められているが、より小さな国が不利とならないよう漸進的に重みづけられている。
QMVによる可決には、次に示す3つ全ての条件を満たさねばならない。
- 全345票のうち255票（約74パーセント）以上が支持
- 構成国の過半数が支持
- 支持国全体の人口が、全EU人口の62%以上

リスボン条約が発効すれば、可決に到る条件は簡略になる見込みである。このときQMV決議は、支持国が加盟国の55%以上かつその人口がEU人口の65%以上とする、二重多数決（double majority）により可決となる。また、可決阻止には理事構成国の4か国以上の反対が必要となる（可決阻止少数、英：blocking minority）。新しいルールでは、少数派が可決を阻止することは困難となるだろう。

## QMVと全会一致
今のところ特定の法律制定のためにQMVを、それ以外は理事会加盟国の全会一致を用いている。リスボン条約では、もちろんこの発効には全ての加盟国が批准せねばならないが、税制、社会政策、防衛、外交政策、条約の改訂など全会一致で決議する主要で慎重を期する課題を除き、20を越える政策領域での決議にQMVを用いることになる。
この変更は、効率的な政策決定および新しく拡大する欧州連合での議論の手詰まり状態を回避するために必要であると、支持者は主張している。その一方で、多くの分野における国家の拒否権の事実上の廃絶につながる、個々の加盟国から主権を損なうものと見る向きもある。

## 参考資料
- 鷲江義勝「EU の理事会における加重票数及び特定多数決と人口に関する一考察」『同志社法學』第53巻第6号、同志社大学、2002年2月28日、80-134頁、doi:10.14988/pa.2017.0000010498、NAID 110000200178、2014年2月10日閲覧。
- 加藤紘捷「EU法の現在 : リスボン条約とEU基本権憲章 (特集 EU法ワークショップ「EU法の現在と日本法への示唆」)」『日本大学法学紀要』第53巻第5号、日本大学、2012年3月1日、153-188頁、ISSN 02870665、NAID 110008915498、2014年2月10日閲覧。